# José Joaquim Pereira Pimenta de Castro
Joaquim Pereira Pimenta de Castro (Pias, Monção, 5 novembre 1846 - Lisbonne, 14 mai 1918), est un militaire et homme d'État portugais.

## Biographie
Ce militaire de carrière, diplômé en Mathématiques de l'Université de Coimbra, est nommé commandant de la 3e Région militaire à Porto en 1908. Après la proclamation de la République, le 5 octobre 1910, il sera Ministre de la Guerre pendant deux mois en 1911, démissionnant après l'une des insurrections monarchiques de Henrique de Paiva Couceiro. En tant qu'indépendant, il est nommé Président du Ministère (Premier Ministre) par le Président Manuel de Arriaga, afin de gouverner sans majorité parlementaire, celle-ci étant alors aux mains du Parti Républicain, dirigé par Afonso Costa. Son gouvernement, soutenu par le Parti Républicain Evolutionniste et l'Union Républicaine, ainsi que les milieux militaires conservateurs, reste au pouvoir du 28 janvier au 14 mai 1915. Il se retire après le coup d'état du 14 mai 1915, soutenue par le Parti Républicain, qui provoque également la démission de Manuel de Arriaga.

## Référence
- (pt) Cet article est partiellement ou en totalité issu de l’article de Wikipédia en portugais intitulé « Joaquim Pimenta de Castro » (voir la liste des auteurs).